# Neuromedina S
Neuromedina S  é um neuropeptídeo de 36 aminoácidos encontrado no cérebro de humanos e outros mamíferos. É produzido no núcleo supraquiasmático do hipotálamo e é relacionado com a neuromedina U.
Pensa-se que esteja envolvido na regulação do ritmo circadiano e também tem efeitos de supressor de apetite.